# مكافلات
المكافلات (الاسم العلمي: Symbiodiniaceae) هي فصيلة من السوطيات الدوارة التي تضم المجموعة الأكبر والأكثر انتشارًا من السوطيات المتعايشة الداخلية المعروفة. غالبًا ما تعيش هذه الطحالب أحادية الخلية في الأديم الباطن للاسعات الاستوائية مثل الشعاب المرجانية وشقائق النعمان البحرية وقنديل البحر حيث يتم تبادل منتجات نشاطها الضوئي مع الجزيئات غير عضوية في المضيف. كما أنها موطن لأنواع مختلفة من الإسفنجيات والديدان المفلطحة والرخويات (مثل المحار العملاق) والمنخربات (مثل Soritacea) وبعض الهدبيات.
في عام 2018، تم تنقيح نظام هذه الفصيلة وتم تقسيم الفروع المحددة في أكبر جنس متنوع للغاية وهو جنس المكافل (Symbiodinium) إلى سبعة أجناس. بعد هذه المراجعة، أصبح جنس المكافل الآن بالمعنى الضيق اسمًا عامًا فقط للأنواع التي كانت تنتمي سابقًا إلى المجموعة المعروفة مؤقتًا باسم جنس المكافل " فرع ا". بالنسبة للفروع الأخرى (التي تم تحديدها في هذا الوقت) تم إنشاء أجناس جديدة مستقلة التصنيف.

## الأجناس
- المكافل
- البيشلرية
- البيشلريانية
- Pelagodinium
- Polarella
- Protodinium
- Aureodinium
- Piscinoodinium